# Байсобаева, Кулгакы
Кулкагы́ Байсоба́ева (кирг. Гүлгаакы Байсабаева; род. 14 сентября 1930 год, село Кёпюрё-Базар, Таласский район) — мотальщица Фрунзенской хлопкопрядильной фабрики имени 50-летия СССР Министерства лёгкой промышленности Киргизской ССР. Герой Социалистического Труда (1973).

## Биография
Родилась в 1930 году в крестьянской семье в селе Кёпюрё-Базар.
С 1952 года — мотальщица Фрунзенской хлопкопрядильной фабрики.
Досрочно выполнила производственные задания Девятой пятилетки (1971—1975) и свои личные социалистические обязательства за три с половиной года. Указом Президиума Верховного Совета СССР от 4 марта 1973 года удостоена звания Героя Социалистического Труда с вручением ордена Ленина и золотой медали «Серп и Молот».
Живет в городе Бишкеке.